# 딩크족

딩크족(DINK; Double Income, No Kids)은 1980년대 미국을 중심으로 나타난 새로운 가족 형태로 결혼은 했으나 자녀가 없는, 의도적으로 아이를 낳지 않고 부부끼리 오붓하게 사는 맞벌이 부부(무자녀 기혼)를 가리킨다.
자녀가 없는 부부가 함께 사는 동안 두 사람의 임금이 같은 가정에 들어오기 때문에, 아이를 낳고 키우는 데 돈을 쓰고 희생하는 삶 보다 자녀 없이 금전적 시간적 여유를 가지고 더 편안하게 사는 것을 목표로 한다. 이 용어는 1980년대 여피 문화가 절정에 달했을 때 만들어졌다. 더 많은 부부들이 아이를 갖기 위해 더 오래 기다리거나 아예 아이를 갖지 않기로 선택하면서 이러한 사회적 추세를 굳혔다. 비슷한 언어로 싱크족, 딩크족과 애완동물을 뜻하는 영어 단어 pet을 합친 딩펫족이 있다.
[딩크족의 장점]
자유롭다.
이혼이 쉽다.
자녀에 대한 스트레스 및 공황장애 해소.
자녀를 돌보는 것에 막대한 비용 절감.
입양 가능.
부부와의 친근감을 느낌. 
자녀가 없으므로 자유롭게 부부싸움을 맘껏 할 수 있다.
편리하다.
행복하고 화목하다.
[딩크족의 단점]
저출산 문제.
드물게는 딩크족임에도 나중에 나이가 들어서 애를 낳으면 자녀를 돌보기 힘들다.

## 같이 보기
- 여피
- 저출산
- 싱크족
- 딩펫족